# 哈爾濱市市旗
哈爾濱市市旗，是中國黑龍江省哈爾濱市的曾用市旗，創始於1997年4月5日哈爾濱市政府頒布政府令《哈爾濱市市旗市徽製作和使用管理暫行辦法》，同年5月1日正式實施，製作市旗和市徽。然而，中共中央辦公廳及國務院辦公廳於同年11月18日發表《中共中央辦公廳、國務院辦公廳關於禁止自行製作和使用地方旗、徽的通知》，要求各級地方政府禁止自行製作和使用地方旗及地方徽，廣州、寧波等城市相繼廢除地方旗及地方徽，唯有哈爾濱沒有作出相應的廢除旗徽行動。由於中共中央辦公廳沒有嚴格要求一併廢除禁旗徽通知生效之前通行的地方旗及地方徽，故此哈爾濱市市旗仍在法律層面上允許使用，但實際上，哈爾濱市政府在禁旗徽通知之後已經不再在公開場合使用市旗，市旗亦不在市內流通。直到1998年1月4日，哈爾濱市政府頒布政府令《哈爾濱市人民政府關於廢止〈哈爾濱市房地產交易管理辦法〉等60件規章的決定》，廢除哈爾濱市市旗和市徽，哈爾濱市市旗的使用地位正式結束。

## 設計
哈爾濱市市旗的形狀、顏色、以及市徽圖案，無論在旗幟正面或背面看時都是一樣，只是方向有所不同。旗幟正面為旗桿在左之一面，為旗桿在右之旗幟背面，均應對應製作。市旗和市徽的規格和使用方法，由1997年5月1日生效的《哈爾濱市市旗市徽製作和使用管理暫行辦法》具體訂明。哈爾濱市政府同時制定了展示市旗和市徽時必須遵從的條件，以下作出相關簡述。

### 象徵意義
旗面背景為中綠色（藍100＋黃100），代表「可持續發展」，而市旗中央則繪有市徽圖形。市徽上方是由五瓣白丁香花和六瓣雪花花蕊組成，下方則是五條白色漸變的線條組成水的波紋，波紋中間一點白色浪花等組成的圓形圖案。市徽圖形象徵哈爾濱的五個要素，丁香花是哈爾濱市市花；雪花代表哈爾濱接近北方和寒冷天氣；五條白色的波紋形似五線譜，象徵松花江的浪花；波紋中間一點白色浪花形似音符，象徵著太陽島和音樂城。

### 詳細標準
《哈爾濱市市旗市徽製作和使用管理暫行辦法》訂明了哈爾濱市市旗的繪畫方式。旗幟長寬比例為2:3，矩形，所有旗幟必須以指定比例及定位繪畫，方算符合規格。
辦法訂明市旗旗面的通用尺寸如下：
| 式號                | 1號       | 2號       | 3號       | 4號      | 5號     | 車旗    | 簽字旗  | 桌旗    |
| ------------------- | --------- | --------- | --------- | -------- | ------- | ------- | ------- | ------- |
| 長度 × 高度（厘米） | 288 × 192 | 240 × 160 | 192 × 128 | 144 × 96 | 96 × 64 | 30 × 20 | 21 × 14 | 15 × 10 |

## 沿革

### 維護
根據《哈爾濱市市旗市徽製作和使用管理暫行辦法》表述，市旗、市徽是哈爾濱的象徵和標誌，哈爾濱市政府有必要維護市旗、市徽的尊嚴，而且兼負創作和管理市旗、市徽事宜。而在哈爾濱市內的國家機關、社會團體、企事業單位和市民，亦有責任愛護市旗和市徽，有權阻止破壞市旗的行為。

### 責任
哈爾濱市人民政府辦公廳負責組織實施《哈爾濱市市旗市徽製作和使用管理暫行辦法》，審定銷售企業部門，以及市旗、市徽的製作，批准市旗、市徽為內容的浮雕、立體雕塑的所在地，而工商行政管理部門、市容環境衛生行政主管部門和公安部門依據法律實施管理。哈爾濱市人民代表大會常務委員會則負責批准市旗、市徽的標準圖案。

## 市旗使用禮節

### 使用場合
哈爾濱市政府有決定適宜使用市旗的場合的權利，例如全市性重大慶祝、紀念活動和大型文化、體育活動及大型展覽、展銷活動，以及代表哈爾濱市參加中國舉行的運動會和其他活動，皆可使用市旗。哈爾濱市政府機關、企事業單位禮堂、會場等場所亦可懸掛市旗。

### 市旗法律
任何機關、團體、企事業單位和公民不得焚燒、毀損、塗劃、玷污、踐踏市旗，他們有義務向有關部門舉報對市旗的破壞行為。
違反市旗法規定，未經有關部門審定同意製作、銷售市旗、市徽或者將市徽標誌在商標廣告中使用的，工商行政管理會對犯事單位負責人或個人處以50至200元人民幣罰款。以及使用破損、污損、褪色、不符合規格市旗的，市容環境衛生行政主管部門對犯事單位負責人或個人處以50至200人民幣罰款。而在公眾場合故意焚燒、毀損、塗劃、沾污、踐踏市旗、市徽的，由公安部門處以100至500元人民幣罰款。